# Monte Porzio
Monte Porzio település Olaszországban, Marche régióban, Pesaro és Urbino megyében. Lakosainak száma 2778 fő (2023. január 1.). Monte Porzio San Costanzo, Mondavio, Corinaldo, Terre Roveresche és Trecastelli községekkel határos.

## Népesség
A település lakossága az elmúlt években az alábbi módon változott:
| Lakosok száma | 2860 | 2843 | 2778 |
|               | 2017 | 2018 | 2023 |